# A.A. Gill
Adrian Anthony "A.A." Gill, född 28 juni 1954 i Edinburgh, död 10 december 2016 i London, var en brittisk skribent som skrev under signaturen A.A. Gill. Han arbetade för The Sunday Times som restaurang- och tv-kritiker och för Vanity Fair som matkritiker.

## Privatliv
A.A. Gill var son till skådespelaren Yvonne Gilan, som bland annat medverkade i ett avsnitt av Pang i bygget. A.A. Gill är far till två barn i ett upplöst äktenskap och till tvillingar, födda 2007, i en relation med Nicola Formby, redaktör på The Tatler.